# Мікрометричний нутромір

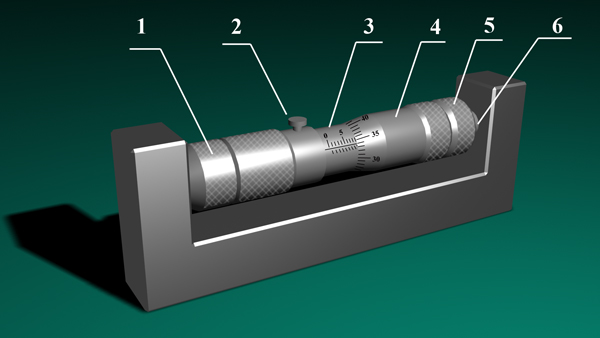
Мікрометричний нутромір

Мікрометри́чний нутромі́р (штихмас) — мікрометричний інструмент для вимірювання внутрішнього діаметра або відстані між двома поверхнями, визначення розміру у якому проводиться за допомогою мікрометричної головки.

## Будова
Виконується у вигляді мікрометричної головки із змінними каліберними стрижнями (подовжувачами). Мікрометрична головка складається з мікрометричного гвинта 6, розташованого усередині барабана 4, ковпачка 5, стебла 3, стопорного пристрою 2 і змінного наконечника 1. За допомогою змінних наконечників (подовжувачів) змінюють межу вимірювань. 
Зчитують розміри при користуванні цим інструментом аналогічно, як і при замірах мікрометром.

## Характеристики
Нутроміри за ГОСТ 10-88 виготовляються з діапазонами вимірювань 50...75, 75...175, 75...600, 150...1250, 600...2500,  1250...4000 і 2500...6000 мм. Ціна поділки для цих діапазонів становить 0,01 мм. Нутроміри для вимірювання розмірів понад 2500 мм оснащуються мікрометричною головкою з індикатором годинникового типу за ГОСТ 566-78
Похибка вимірювань становить від ±4 мкм (для діапазону вимірювань 50...125 мм) до ±90 мкм (для діапазону 5000...6000 мм).
Приклад умовного позначення мікрометричного нутроміра з верхньою межею 600 мм:
Нутромір НМ600 ГОСТ 10-88

## Порядок використання
При вимірюванні мікрометричним нутроміром його вводять в вимірюваний отвір і, після зняття стопоріння мікрометричного гвинта, обертанням накатного кільця приводять вимірювальні наконечники приладу у контакт зі стінками отвору і потім знову стопорять мікрометричний гвинт. Після остаточної установки нутроміра на розмір стопорять мікрометричний гвинт і знімають покази.
Вимірювання розміру роблять декілька разів, злегка похитуючи нутромітр в площині, що перпендикулярна до осі отвору, відшукуючи відповідно найбільший і найменший розміри. 
Встановлення мікрометричного нутроміра «на нуль» проводиться по спеціальній встановлювальній скобі, що входить в комплект приладу.